# Серед людей
«Серед людей» — радянський чорно-білий художній фільм 1978 року, знятий режисерами Артиком Суюндуковим і Болотбеком Шамшиєвим на кіностудії «Киргизфільм».

## Сюжет
Кіноповість про молодого чабана Каната з маленького киргизького аїлу, який вирішив на якийсь час відкласти свій від'їзд на навчання і залишитися в рідному колгоспі, щоб пройти тут один із найважчих університетів — науку людського спілкування.

## У ролях
- Мір Нурмаханов — Канат (дублював Микола Дьомін)
- Сабіра Кумушалієва — Сайкал (дублювала Марія Виноградова)
- Орозбек Кутманалієв — Кубатбек (дублював Вадим Захарченко)
- Байдалда Калтаєв — Айдар (дублював Костянтин Тиртов)
- Айтурган Темірова — Гульджан (дублювала Ольга Громова)
- Макіль Куланбаєв — Рискул (дублював Олег Мокшанцев)
- Абди Ібраїмов — Азіс (дублював Віктор Байков)
- Джумаш Сидикбекова — Ширін (дублировала Ніна Нікітіна)
- Тамара Косубаєва — Батма (дублювала Надія Самсонова)
- Турсун Чокубаєва — Бурул (дублювала Клавдія Козльонкова)
- Мухтар Бахтигерєєв — Алимкул (дублював Юрій Саранцев)

## Знімальна група
- Режисери — Артик Суюндуков, Болотбек Шамшиєв
- Сценаристи — Таліп Ібраїмов, Болотбек Шамшиєв
- Оператор — Манасбек Мусаєв
- Композитор — Руміль Вільданов
- Художник — Михайло Щеглов